# سريدين
سريدين مزرعة صغيرة تتبع قرية بيت السخي في ناحية قرى مركز بانياس في منطقة بانياس التابعة لمحافظة طرطوس.